# Robert Renauer

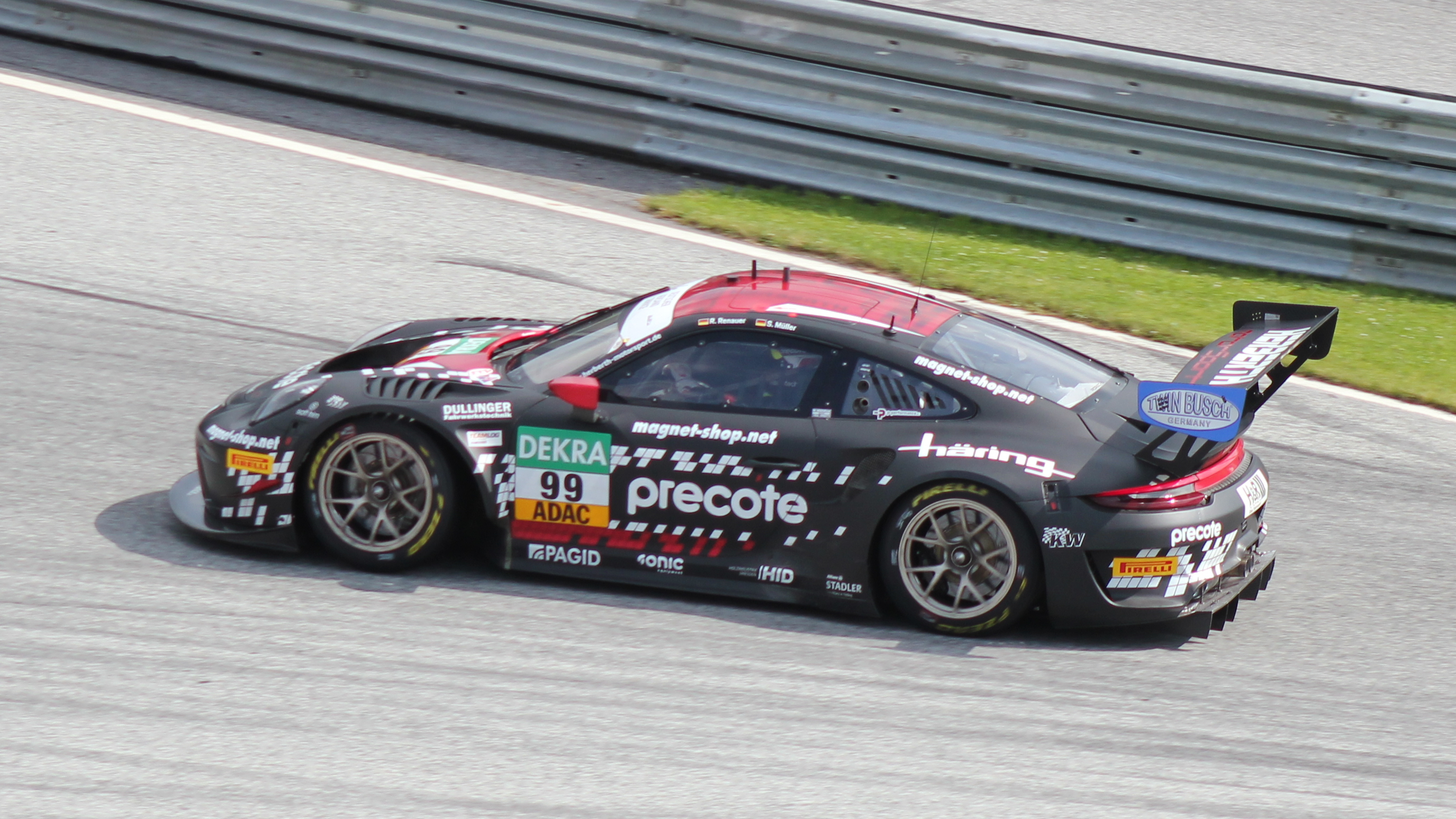
Der Porsche 911 GT3 R von Sven Müller und Robert Renauer beim Rennen zum ADAC GT Masters 2021 auf dem Red Bull Ring

Robert Renauer (* 15. März 1985 in Dachau) ist ein deutscher Automobilrennfahrer.

## Motorsport
Rennauer begann im Jahr 2000 seine Karriere – wie im Automobilsport üblich – im Kartsport. 2003 stieg er mit dem Team Herberth Motorsport in den Porsche Carrera Cup Deutschland ein und wurde 15. der Meisterschaft. 2004 wurde er dort Zwölfter und trat zudem an zwei Rennwochenenden im Porsche Supercup an; 2005 wurde er Neunter. Nach einem Jahr ohne Renneinsatz kehrte Renauer 2007 im Team von Eichin Racing in den Carrera Cup zurück, blieb am Saisonende allerdings punktlos. Beim 24-Stunden-Rennen von Daytona trat er neben Uwe Alzen, Nick Pastorelli, Gastón Mazzacane und Terry Borcheller in einem Porsche Fabcar (einem Daytona-Prototyp) für das Team VICI Racing an, musste jedoch nach knapp acht Stunden wegen eines Unfalls aufgeben. 2008 wurde Renauer mit Farnbacher Racing im Carrera Cup Neunter und absolvierte einen Gaststart im ADAC GT Masters. Mit Farnbacher konnte er 2009 erste Podiumsplatzierungen im Carrera Cup erzielen und sich in der Meisterschaft auf den vierten Platz verbessern. Diese Position erzielte er in der Folgesaison ebenfalls. 2011 steig Renauer mit Black Falcon gänzlich in das GT Masters ein. Dort fuhr er gemeinsam mit Kuba Giermaziak und Kenneth Heyer einen Mercedes SLS AMG GT3. 2012 saß Renauer wieder im Herberth-Motorsport-Porsche und wurde mit dem Team sechster. Mit fünf Punkten Rückstand wurde er 2013 Vizemeister des GT Masters. 2014 startete er parallel im GT Masters und Carrera Cup, 2015 nur im Carrera Cup. 2016 tritt er gemeinsam mit Martin Ragginger wieder mit Herberth im ADAC GT Masters an.

## Privates
Renauer ist gelernter Automobilkaufmann und ist gemeinsam mit seinem Zwillingsbruder Alfred Eigentümer von Herberth Motorsport.

## Statistik

### Karrierestationen
| - 2000–2002: Kartsport - 2003: Porsche Carrera Cup Deutschland (Platz 15) - 2004: Porsche Carrera Cup Deutschland (Platz 12) - 2004: Porsche Supercup - 2005: Porsche Carrera Cup Deutschland (Platz 7) - 2007: Porsche Carrera Cup Deutschland - 2007: Grand-Am Sports Car Series - 2008: Porsche Carrera Cup Deutschland (Platz 12) - 2008: ADAC GT Masters - 2009: Porsche Carrera Cup Deutschland (Platz 4) - 2009: ADAC GT Masters - 2010: Porsche Carrera Cup Deutschland (Platz 4) - 2011: Porsche Carrera Cup Deutschland (Platz 19) | - 2011: ADAC GT Masters (Platz 22) - 2012: Porsche Carrera Cup Deutschland (Platz 20) - 2012: ADAC GT Masters (Platz 6) - 2012: 24 Stunden Nürburgring - 2013: ADAC GT Masters (Platz 2) - 2013: 24 Stunden Nürburgring - 2013: Blancpain Endurance Series (Platz 28) - 2013: VLN Langstreckenmeisterschaft - 2013: Campionato Italiano Gran Turismo (Platz 12) - 2013: Grand American Rolex Series (Platz 57) - 2014: ADAC GT Masters (Platz 7) - 2014: Porsche Carrera Cup Deutschland (Platz 10) - 2014: Blancpain Endurance Series (Platz 16) | - 2014: Campionato Italiano Gran Turismo (Platz 28) - 2015: Porsche Carrera Cup Deutschland (Platz 8) - 2015: Blancpain Endurance Series - 2015: VLN Langstreckenmeisterschaft - 2015: IMSA WeatherTech SportsCar Championship (Platz 32) - 2015: 24 Stunden Nürburgring (Platz 15) - 2015: 24H Series (Platz 39) - 2016: IMSA WeatherTech SportsCar Championship - 2016: ADAC GT Masters (Platz 5) - 2017: ADAC GT Masters (Platz 12) - 2018: ADAC GT Masters (Meister) - 2019: ADAC GT Masters (Platz 13) - 2020: ADAC GT Masters (Platz 2) |

## Statistik

### Le-Mans-Ergebnisse
| Jahr | Team                | Fahrzeug           | Teamkollege | Teamkollege   | Platzierung | Ausfallgrund |
| ---- | ------------------- | ------------------ | ----------- | ------------- | ----------- | ------------ |
| 2021 | Herberth Motorsport | Porsche 911 RSR-19 | Ralf Bohn   | Rolf Ineichen | Rang 38     |              |

### Sebring-Ergebnisse
| Jahr | Team               | Fahrzeug          | Teamkollege     | Teamkollege  | Teamkollege       | Platzierung | Ausfallgrund |
| ---- | ------------------ | ----------------- | --------------- | ------------ | ----------------- | ----------- | ------------ |
| 2018 | Wright Motorsports | Porsche 911 GT3 R | Mathieu Jaminet | Patrick Long | Christina Nielsen | Rang 22     |              |

### Einzelergebnisse in der FIA-Langstrecken-Weltmeisterschaft
| Saison | Team                | Rennwagen       | 1   | 2   | 3   | 4   | 5   | 6   |
| ------ | ------------------- | --------------- | --- | --- | --- | --- | --- | --- |
| 2021   | Herberth Motorsport | Porsche 911 RSR | SPA | POR | MON | LEM | BAH | BAH |
| 2021   | Herberth Motorsport | Porsche 911 RSR | 38  |     |     |     |     |     |